# 1 000 kilomètres de Fuji 1989 (Interchallenge)
Navigation
Édition précédente Édition suivante
Les 1 000 kilomètres de Fuji 1989 (officiellement appelé les 1989 Inter-Challenge Fuji 1000), disputées le 8 octobre 1989 sur le Fuji Speedway, ont été la cinquième et dernière manche du Championnat du Japon de sport-prototypes 1989.

## La course

### Classement de la course
Voici le classement officiel au terme de la course,.
- Les premiers de chaque catégorie du championnat du monde sont signalés par un fond jaune.
- Pour la colonne Pneus, il faut passer le curseur au-dessus du modèle pour connaître le manufacturier de pneumatiques.
- Les voitures ne réussissant pas à parcourir 75% de la distance du gagnant sont non classées (NC).

| Pos  | Classe | no  | Écurie                             | Pilotes                                                  | Châssis                              | Pneus | Tours | Temps               |
| Pos  | Classe | no  | Écurie                             | Pilotes                                                  | Moteur                               | Pneus | Tours | Temps               |
| ---- | ------ | --- | ---------------------------------- | -------------------------------------------------------- | ------------------------------------ | ----- | ----- | ------------------- |
| 1    | C1     | 38  | Toyota Team TOM'S                  | Hitoshi Ogawa Paolo Barilla                              | Toyota 89C-V                         | B     | 135   | 4 h 01 min 05 s 204 |
| 1    | C1     | 38  | Toyota Team TOM'S                  | Hitoshi Ogawa Paolo Barilla                              | Toyota R32V 3,2 l V8 Turbo           | B     | 135   | 4 h 01 min 05 s 204 |
| 2    | C1     | 100 | Trust Racing Team                  | George Fouché Steven Andskär                             | Porsche 962C GTi                     | D     | 135   | + 15 s 542          |
| 2    | C1     | 100 | Trust Racing Team                  | George Fouché Steven Andskär                             | Porsche Type-935 3,0 l Flat-6 Turbo  | D     | 135   | + 15 s 542          |
| 3    | C1     | 55  | Omron Racing                       | Eje Elgh Vern Schuppan                                   | Porsche 962C                         | D     | 134   | + 1 tour            |
| 3    | C1     | 55  | Omron Racing                       | Eje Elgh Vern Schuppan                                   | Porsche Type-935 3,0 l Flat-6 Turbo  | D     | 134   | + 1 tour            |
| 4    | C1     | 25  | Advan Alpha Nova                   | Kunimitsu Takahashi Stanley Dickens                      | Porsche 962C                         | Y     | 134   | + 1 tour            |
| 4    | C1     | 25  | Advan Alpha Nova                   | Kunimitsu Takahashi Stanley Dickens                      | Porsche Type-935 3,0 l Flat-6 Turbo  | Y     | 134   | + 1 tour            |
| 5    | C1     | 8   | Joest Racing GmbH                  | Henri Pescarolo Jean-Louis Ricci                         | Porsche 962C                         | G     | 133   | + 2 tours           |
| 5    | C1     | 8   | Joest Racing GmbH                  | Henri Pescarolo Jean-Louis Ricci                         | Porsche Type-935 3,0 l Flat-6 Turbo  | G     | 133   | + 2 tours           |
| 6    | C1     | 33  | Takefuji (ja) Racing Team          | Martin Donnelly Johnny Herbert                           | Porsche 962C                         | D     | 138   | + 2 tours           |
| 6    | C1     | 33  | Takefuji (ja) Racing Team          | Martin Donnelly Johnny Herbert                           | Porsche Type-935 3,0 l Flat-6 Turbo  | D     | 138   | + 2 tours           |
| 7    | C1     | 16  | Leyton House Racing Team           | Masanori Sekiya Hideki Okada                             | Porsche 962CK6                       | B     | 132   | + 3 tours           |
| 7    | C1     | 16  | Leyton House Racing Team           | Masanori Sekiya Hideki Okada                             | Porsche Type-935 3,0 l Flat-6 Turbo  | B     | 132   | + 3 tours           |
| 8    | C1     | 24  | Nissan Motorsport                  | Masahiro Hasemi Anders Olofsson                          | Nissan R89C                          | D     | 132   | + 3 tours           |
| 8    | C1     | 24  | Nissan Motorsport                  | Masahiro Hasemi Anders Olofsson                          | Nissan VRH35Z 3,5 l V8 Turbo         | D     | 132   | + 3 tours           |
| 9    | C1     | 85  | Cabin Racing Team With Team LeMans | Takao Wada Akio Morimoto (ja)                            | March 88S                            | Y     | 132   | + 3 tours           |
| 9    | C1     | 85  | Cabin Racing Team With Team LeMans | Takao Wada Akio Morimoto (ja)                            | Nissan VG30 3,0 l V6 Atmo            | Y     | 132   | + 3 tours           |
| 10   | GTP    | 202 | Mazdaspeed                         | Takashi Yorino David Kennedy                             | Mazda 767B                           | D     | 131   | + 4 tours           |
| 10   | GTP    | 202 | Mazdaspeed                         | Takashi Yorino David Kennedy                             | Mazda 13J 2,6 l 4-Rotor              | D     | 131   | + 4 tours           |
| 11   | GTP    | 201 | Mazdaspeed                         | Yoshimi Katayama Pierre Dieudonné Yōjirō Terada          | Mazda 767B                           | D     | 130   | + 5 tours           |
| 11   | GTP    | 201 | Mazdaspeed                         | Yoshimi Katayama Pierre Dieudonné Yōjirō Terada          | Mazda 13J 2,6 l 4-Rotor              | D     | 130   | + 5 tours           |
| 12   | C1     | 26  | Advan Alpha Tomei                  | Kazuo Mogi Kenji Takahashi                               | Porsche 962C                         | Y     | 129   | + 6 tours           |
| 12   | C1     | 26  | Advan Alpha Tomei                  | Kazuo Mogi Kenji Takahashi                               | Porsche Type-935K 2,9 l Flat-6 Turbo | Y     | 129   | + 6 tours           |
| 13   | C1     | 20  | Team Davey                         | Tim Lee-Davey Desiré Wilson                              | Porsche 962C                         | D     | 129   | + 6 tours           |
| 13   | C1     | 20  | Team Davey                         | Tim Lee-Davey Desiré Wilson                              | Porsche Type-935 3,0 l Flat-6 Turbo  | D     | 129   | + 6 tours           |
| 14   | C1     | 22  | Alpha Cubic Racing Team            | Chiyomi Totani Naoki Nagasaka Giovanni Lavaggi           | Porsche 962CK6                       | D     | 126   | + 6 tours           |
| 14   | C1     | 22  | Alpha Cubic Racing Team            | Chiyomi Totani Naoki Nagasaka Giovanni Lavaggi           | Porsche Type-935 3,0 l Flat-6 Turbo  | D     | 126   | + 6 tours           |
| 15   | C1     | 88  | British Barn Racing Team           | Jiro Yoneyama Kiyoshi Misaki (en) Hideo Fukuyama         | BB 89R                               | D     | 124   | + 8 tours           |
| 15   | C1     | 88  | British Barn Racing Team           | Jiro Yoneyama Kiyoshi Misaki (en) Hideo Fukuyama         | Ford Cosworth DFZ 3,5 l V8 Atmo      | D     | 124   | + 8 tours           |
| 16   | C1     | 27  | FromA Racing                       | Akihiko Nakaya Harald Grohs                              | Porsche 962C                         | B     | 123   | + 9 tours           |
| 16   | C1     | 27  | FromA Racing                       | Akihiko Nakaya Harald Grohs                              | Porsche Type-935 3,0 l Flat-6 Turbo  | B     | 123   | + 9 tours           |
| 17   | C1     | 7   | The Alpha Racing with Brun         | Oscar Larrauri Maurizio Sandro Sala                      | Porsche 962C                         | Y     | 119   | + 13 tours          |
| 17   | C1     | 7   | The Alpha Racing with Brun         | Oscar Larrauri Maurizio Sandro Sala                      | Porsche Type-935 3,0 l Flat-6 Turbo  | Y     | 119   | + 13 tours          |
| 18   | C1     | 50  | Tenoras Toyota SARD Racing Team    | Roland Ratzenberger Keiichi Suzuki Jean-Pierre Jabouille | Toyota 89C-V                         | D     | 117   | + 15 tours          |
| 18   | C1     | 50  | Tenoras Toyota SARD Racing Team    | Roland Ratzenberger Keiichi Suzuki Jean-Pierre Jabouille | Toyota R32V 3,2 l V8 Turbo           | D     | 117   | + 15 tours          |
| 19   | GTP    | 230 | Shizumatsu Racing                  | Syuuji Fujii Tetsuji Shiratori Seisaku Suzuki            | Mazda 757                            | D     | 113   | + 19 tours          |
| 19   | GTP    | 230 | Shizumatsu Racing                  | Syuuji Fujii Tetsuji Shiratori Seisaku Suzuki            | Mazda 13G 2,0 l 3-Rotor              | D     | 113   | + 19 tours          |
| NC   | GTP    | 240 | Katayama Racing                    | Kazuhiko Oda Tomiko Yoshikawa Keiichi Mizutani           | Mazda 757                            | D     | 102   | + 30 tours          |
| NC   | GTP    | 240 | Katayama Racing                    | Kazuhiko Oda Tomiko Yoshikawa Keiichi Mizutani           | Mazda 13G 2,0 l 3-Rotor              | D     | 102   | + 30 tours          |
| Abd. | C1     | 6   | The Alpha Racing with Brun         | Jesus Pareja Walter Brun Costas Los                      | Porsche 962C                         | Y     | 99    | Moteur              |
| Abd. | C1     | 6   | The Alpha Racing with Brun         | Jesus Pareja Walter Brun Costas Los                      | Porsche Type-935 3,0 l Flat-6 Turbo  | Y     | 99    | Moteur              |
| Abd. | C1     | 9   | Joest Racing GmbH                  | Bob Wollek Frank Jelinski                                | Porsche 962C                         | G     | 91    | Accident            |
| Abd. | C1     | 9   | Joest Racing GmbH                  | Bob Wollek Frank Jelinski                                | Porsche Type-935 3,0 l Flat-6 Turbo  | G     | 91    | Accident            |
| Abd. | C1     | 36  | Toyota Team TOM'S                  | Geoff Lees Ross Cheever                                  | Toyota 89C-V                         | B     | 13    | Accident            |
| Abd. | C1     | 36  | Toyota Team TOM'S                  | Geoff Lees Ross Cheever                                  | Toyota R32V 3,2 l V8 Turbo           | B     | 13    | Accident            |
| Abd. | C1     | 23  | Nissan Motorsport                  | Kazuyoshi Hoshino Toshio Suzuki                          | Nissan R89C                          | D     | 1     | Accident            |
| Abd. | C1     | 23  | Nissan Motorsport                  | Kazuyoshi Hoshino Toshio Suzuki                          | Nissan VRH35Z 3,5 l V8 Turbo         | D     | 1     | Accident            |

## Pole position et record du tour
- Pole position :  Roland Ratzenberger (#50 Tenoras Toyota SARD Racing Team) en 1 min 20 s 076
- Meilleur tour en course :  Roland Ratzenberger (#50 Tenoras Toyota SARD Racing Team) en 1 min 29 s 395

## À noter
- Longueur du circuit : 4,470 km
- Distance parcourue par les vainqueurs : 603,450 km